# Neoscholastyka

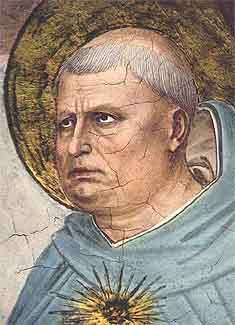
Tomasz z Akwinu, Fra Angelico

Neoscholastyka – nurt filozoficzny odnawiający filozofię scholastyczną. Współczesna neoscholastyka zapoczątkowana została encykliką Leona XIII – Aeterni Patris. Leon XIII wezwał do zaangażowania się katolików w pracę filozoficzną i przyjęcie w niej jednego wzorca - scholastyki, w szczególności w formie nadanej przez Tomasza z Akwinu. 
Neoscholastyką nazywa się także wcześniejsze formy odradzające filozofię scholastyczną w epoce nowożytnej.

## Kierunki
W ramach neoscholastyki pojawiły się dwa kierunki:
- Kierunek konserwatywny według którego należy ściśle trzymać się Tomasza. Reprezentowany był głównie przez dominikanów. Jego polskim przedstawicielem był Jacek Woroniecki i Franciszek Gabryl.
- Kierunek zmierzający do dalszego rozwoju scholastyki. Niekoniecznie tomistyczny (w jego ramach pojawił się też neoaugustynizm, neoskotyzm).

## Cechy szczególne
Wśród szczególnych cech nowej scholastyki wymienia się:
- realizm poznawczy – przedmioty materialne, realnie istnieją i można je poznać
- byt jest konkretny i jednostkowy
- metafizyka musi brać pod uwagę fakty naukowe, ale może odrzucać teorie, gdyż te są jedynie hipotezami